# Diocese de Carpentras

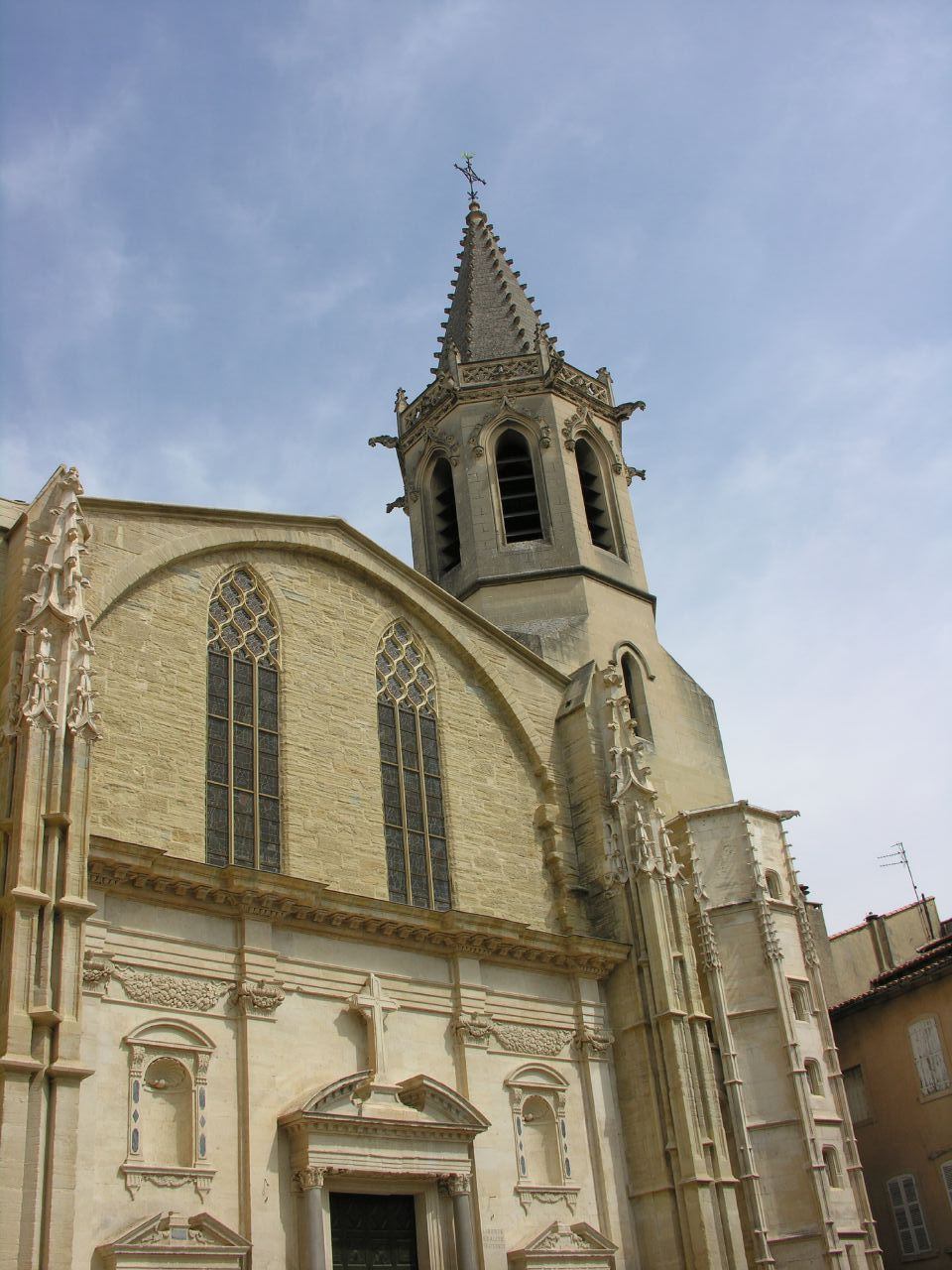
Catedral medieval de Carpentras

Diocese de Carpentras é uma circunscrição eclesiástica, é uma antiga diocese da Igreja Católica na França, foi suprimida depois da Revolução Francesa pela Concordata de 1801 e seu território foi anexado ao da Arquidiocese de Avinhão.